# Coleoxestia spinifemorata
Coleoxestia spinifemorata là một loài bọ cánh cứng trong họ Cerambycidae.